# Pohlandak
Pohlandak is een bestuurslaag in het regentschap Rembang van de provincie Midden-Java, Indonesië. Pohlandak telt 793 inwoners (volkstelling 2010).